# Megalomus obscurus
Megalomus obscurus is een insect uit de familie van de bruine gaasvliegen (Hemerobiidae), die tot de orde netvleugeligen (Neuroptera) behoort. 
Megalomus obscurus is voor het eerst wetenschappelijk beschreven door Steinmann in 1965.